# Антъни Галиано
Антъни Галиано (на английски: Anthony Gagliano) е американски писател на произведения в жанра криминален роман.

## Биография и творчество
Антъни Дейл Галиано е роден на 16 септември 1955 г. в Ню Йорк, САЩ. Завършва с бакалавърска степен Куинс Колидж на Нюйоркския университет. След дипломирането си работи като таксиметров шофьор, учител, охранител, специалист по охраната в хотел „Сейт Мориц“ в Ню Йорк. През 1984 г. се премества в Южна Флорида и работи като личен треньор и учител по аеробика в Маями Бийч. Завършва през 2002 г. с магистърска степен програмата за творческо писане на Международния университет във Флорида като преподаватели са му Дан Уейкфийлд и Лес Стандифорд. Участва и в програмата по творческо писане на Колумбийския университет.
През 2003 г. е издадена документалната му книга „Preventative Fitness 101“. Първият му разказ е публикуван през 2006 г. в сборника „Miami Noir“.
През 2007 г. е публикуван дебютният му трилър „Ченге на плажа“ от поредицата „Джак вон“. Главен герой е бившият детектив от Нюйоркската полиция Джак Вон, който работи като личен треньор в Маями, но срещата му с бивша приятелка го въвлича в неочаквано опасни събития.
Антъни Галиано умира от инсулт на 4 юни 2009 г. в Маями, Флорида. По това време той довършва втория си трилър „The Emperor's Club“. В негова почит преподавателите му завършват ръкописа и той е публикуван през 2015 г., а получените приходи са дарени от вдовицата му Лана Калън на програмата за творческо писане на Международния университет във Флорида

## Произведения

### Серия „Джак Вон“ (Jack Vaughn)
1. Straits of Fortune (2007)
Ченге на плажа, изд.: ИК „Бард“, София (2009), прев. Анна Христова
2. The Emperor's Club (2015)

### Документалистика
- Preventative Fitness 101: A Pocket Guide to Health and Longevity (2003)